# Long Island (Antigua)
Pour les articles homonymes, voir Long Island (homonymie).
Long Island est une île d'Antigua-et-Barbuda.
L'ïle possède un hôtel 5 étoiles Jumby Bay Club (qui est détenu par Oetker Hôtel Management) qui reçoit des personnalités comme l'écrivain Ken Follett et sa femme Barbara Follett, l'homme d'affaires David Sainsbury.

## Évocations artistiques
Un épisode de la série télévisée Taboo se passe sur cette île et aussi une émission sur les iles privées (Private Islands).